# Sumpigaster flavipennis
Sumpigaster flavipennis är en tvåvingeart som först beskrevs av Christian Rudolph Wilhelm Wiedemann 1824.  Sumpigaster flavipennis ingår i släktet Sumpigaster och familjen parasitflugor. Inga underarter finns listade i Catalogue of Life.